# Travis Bader
Richard Travis Bader  (nacido el 2 de julio de 1991 en Okemos, Míchigan) es un exjugador de baloncesto estadounidense. Con 1,96 metros de estatura, jugaba en la posición de escolta. Desde 2020 es entrenador asistente.

## Trayectoria deportiva

### Universidad
Travis Bader nacía en un pueblo de 21.000 habitantes llamado Okemos, en el estado de Míchigan, hijo de Richard Bader, quien más tarde sería director deportivo asistente en Michigan State. Al acabar su etapa de instituto como uno de los mejores de su conferencia y del estado, liderando a su equipo a jugar campeonatos de distrito y de la propia conferencia, se encontró con que no tenía ninguna oferta de Division I para continuar con su carrera baloncestística. Si bien universidades como Detroit, Central Michigan o The Citadel le ofrecían continuar como walk-on (jugador sin beca), Bader se planteó intentar ganarse una plaza como walk-on en Michigan State, donde trabajaba su padre. No obstante, decidió no hacerlo para evitar que en los Spartans nadie creyese que estaba ahí por su conexión familiar.
Y llegó la oferta de Oakland. Tras no jugar en su primer año (redshirt), se presentó en la temporada 2010-11 y comenzó la temporada como tercer escolta en la rotación, tras el junior Reggie Hamilton (líder en anotación en la NCAA la temporada siguiente) y el freshman Ledrick Eackles. Resultó que en el partido inicial de la temporada, Hamilton y Eackles, que eran compañeros de habitación, llegaron un minuto tarde al autobús del equipo, entonces Greg Kampe (entrenador del equipo) decidió darle la titularidad a Bader.
Esa temporada 2010-11 sería la única en la carrera de Bader (y la última hasta el momento en la que Oakland) jugaría en el gran torneo de la NCAA. Los Golden Grizzlies duraron un único partido, contra Texas. Tras salir como titular, anotó 10 puntos, estando muy fallón en el tiro de tres (2 de 11). El resultado fue de 85-81, plantando cara Oakland ante un equipo con futuros NBAs como Tristan Thompson, Jordan Hamilton o Cory Joseph. En la primera temporada promedió 10,5 puntos y 2,2 rebotes, pero a partir de ahí sus guarismos aumentarían progresivamente en cada una de sus campañas en Oakland. Ya en ese año de novato lideró la conferencia en triples anotados, como en los tres años siguientes.
Como sophomore evolucionó tanto estadísticamente como en madurez de juego. Al final de esa campaña ya era considerado uno de los mejores tiradores de la nación, afirmación que se tornó cierta en las temporadas posteriores. Además, se le comparaba con grandes tiradores que han pasado por la NCAA como JJ Redick (Duke), Stephen Curry (Davidson) o Kyle Korver (Creighton). En esa campaña 2011-12 lideró la NCAA en intentos de 3 puntos y quedó segundo en acierto desde esa misma franja anotadora. El equipo, que acabó 3º en la Summit League (una conferencia menor), jugó el CIT, un torneo de postemporada menor. Llegaron a semifinales, donde la universidad de Utah State les derrotó por 24 puntos (81-105). Bader tuvo un papel importante en ese partido con 24 puntos, la mitad de ellos desde el triple.
La temporada posterior supuso un gran cambio tanto para los intereses de Travis Bader como para los de Oakland. El base titular, Reggie Hamilton, se graduó tras una superlativa campaña donde lideró la nación en puntos por partido. Eso dejó a Bader con la responsabilidad del equipo y la mayor carga anotadora en la plantilla. No decepcionó. Únicamente bajó de los 10 puntos en uno de los 33 partidos que disputó. En esa temporada también alcanzaría su máximo en puntos y en triples anotados en un partido, en enero de 2013 ante IUPUI. Sin embargo, su equipo volvió a fracasar a nivel de conferencia, al perder el primer partido del torneo de la misma. Esa sería la única temporada en la que Bader lideraría la liga en triples anotados, quedando quinto en la clasificación de puntos por partido. Por otro lado, también lideró su conferencia en pérdidas (7,1 por partido), siendo ese uno de sus mayores lunares durante su carrera colegial.
El último curso del número 3 de Oakland se inició con dudas porque ya se había graduado (en Comunicación) y las reglas NCAA permiten transferirse de una universidad a otra sin tener que estar inactivo un año si el jugador en cuestión ya se ha graduado. Eso llamó la atención de muchos colleges interesados en este escolta, sobre todo por sus cualidades en el perímetro. Finalmente no se concretó nada y Travis Bader decidió jugar su última temporada en Oakland, el lugar y el equipo que había confiado en él en primera instancia y le había brindado la oportunidad de mostrarse en el primer nivel del baloncesto universitario.
Comenzó su temporada con 357 triples anotados, a 100 del récord absoluto de JJ Redick, ex de Duke, que había batido el récord en 2006. Bader siempre declaró que prefería llevar a su equipo a la victoria y por añadidura, al torneo de la NCAA antes que batir este récord como jugador en solitario. No obstante, en el décimo compromiso antes de finalizar la temporada, en un partido de conferencia en casa ante Milwaukee, Bader sólo se hallaba a 2 triples de sobrepasar a Redick. Sin embargo, eso no pareció inquietar nada al jugador, que con un gran primer tiempo (5 de 7 en triples, 21 puntos en total) se hizo con el récord sin titubeos. A pesar de que su equipo perdió ese partido, Travis recibió una gran ovación por parte de la afición de su universidad.
Bader acabaría anotando casi 50 triples más que Redick, pero habiendo jugado dos partidos menos, lo que alimenta aún más su leyenda como líder histórico NCAA en ese apartado. Oakland, por su parte, tuvo una temporada más que discreta, perdiendo los 7 primeros partidos de la temporada y ganando únicamente 13 en todo el curso 2013-2014. Nuestro protagonista sería, un año más, el líder del equipo en términos de anotación, con 20.6 puntos por enfrentamiento.

#### Estadísticas
| Año     | Equipo  | PJ                 | PT                 | MPG                | TC                 | TCI                | TC%                | 3P                 | 3PI                | 3P%                | TL                 | TLI                | TL%                | REB                | RPP                | AST                | APP                | ROB                | TAP                | PTS                | PPP                |
| ------- | ------- | ------------------ | ------------------ | ------------------ | ------------------ | ------------------ | ------------------ | ------------------ | ------------------ | ------------------ | ------------------ | ------------------ | ------------------ | ------------------ | ------------------ | ------------------ | ------------------ | ------------------ | ------------------ | ------------------ | ------------------ |
| 2009–10 | Oakland | No jugó – redshirt | No jugó – redshirt | No jugó – redshirt | No jugó – redshirt | No jugó – redshirt | No jugó – redshirt | No jugó – redshirt | No jugó – redshirt | No jugó – redshirt | No jugó – redshirt | No jugó – redshirt | No jugó – redshirt | No jugó – redshirt | No jugó – redshirt | No jugó – redshirt | No jugó – redshirt | No jugó – redshirt | No jugó – redshirt | No jugó – redshirt | No jugó – redshirt |
| 2010–11 | Oakland | 35                 | 22                 | 25.7               | 124                | 283                | .438               | 94                 | 212                | .443               | 25                 | 32                 | .781               | 76                 | 2.2                | 49                 | 1.4                | 16                 | 5                  | 367                | 10.5               |
| 2011–12 | Oakland | 36                 | 24                 | 36.2               | 188                | 441                | .426               | 124                | 314                | .395               | 73                 | 94                 | .777               | 115                | 3.2                | 43                 | 1.2                | 31                 | 4                  | 573                | 15.9               |
| 2012–13 | Oakland | 33                 | 33                 | 38.2               | 206                | 523                | .394               | 139                | 360                | .386               | 179                | 202                | .886               | 95                 | 2.9                | 32                 | 1.0                | 30                 | 2                  | 730                | 22.1               |
| 2013–14 | Oakland | 33                 | 33                 | 37.6               | 185                | 479                | .386               | 147                | 360                | .408               | 164                | 174                | .943               | 91                 | 2.8                | 47                 | 1.4                | 29                 | 3                  | 681                | 20.6               |
| Total   | Total   | 137                | 113                | 34.3               | 703                | 1,726              | .407               | 504                | 1,246              | .405               | 441                | 502                | .878               | 377                | 2.8                | 171                | 1.2                | 106                | 14                 | 2,351              | 17.2               |

### Profesional
Tras finalizar su carrera universitaria y no ser elegido en el draft NBA 2014, Bader fue uno de los más de 390 jugadores que cruzaron el charco y acabaron en Europa procedentes de la NCAA. Más concretamente en Francia, en el poderoso ASVEL Villeurbanne. Su paso por Francia sería más que discreto, disputando solo 13 partidos de liga y 9 partidos de Eurocup (2ª competición europea). Decidió volver a Estados Unidos, donde jugaría el resto de la temporada para los Rio Grande Valley Vipers, de la NBA D-League. Ahí continuaría desplegando su puntería, realizando actuaciones de muy alto calibre y dándole a la rotación de los Valley Vipers un tirador de muchos quilates.
Por último, la guinda a la temporada de Bader vino en forma de premio en metálico tras ser uno de los integrantes del Overseas Team, el equipo que se proclamó ganador del TBT (The Basketball Tournament). Era la segunda edición del torneo, jugado por 97 equipos en un formato de eliminación a un partido, con jugadores de diferentes nacionalidades por un premio de un millón de dólares en metálico.
En el comienzo de temporada 2015/16, muchos eran los equipos interesados por el escolta de Michigan, pero finalmente el club lituano Neptunas Klaipeda, que jugaría Eurocup y el año anterior jugó Euroleague, es quien se ha hecho con los servicios de Bader. Allí se encontrará con otro americano como el base Daniel Ewing, ex-Kentucky y ex-NBA.
[actualizar]

### Entrenador
El 9 de diciembre de 2020, los Brooklyn Nets anunciaban la contratación de Bader como técnico asistente, dando por finalizada su carrera como jugador.